# 베사크
베사크(프랑스어: Beyssac)는 프랑스 중부 코레즈주에 있는 코뮌이다. 교황 인노첸시오 6세가 이곳 출신이다.

## 인구
| 연도 | 인구 | ±%     |
| ---- | ---- | ------ |
| 1962 | 820  | —      |
| 1968 | 843  | +2.8%  |
| 1975 | 766  | −9.1%  |
| 1982 | 827  | +8.0%  |
| 1990 | 811  | −1.9%  |
| 1999 | 726  | −10.5% |
| 2008 | 730  | +0.6%  |

## 같이 보기
- 코레즈주의 코뮌 목록